# Jake Wetzel
Jacob „Jake“ Wetzel (* 26. Dezember 1976 in Saskatoon) ist ein ehemaliger kanadischer Ruderer, der 1999 und 2000 für die Vereinigten Staaten antrat. Wetzel gewann Weltmeistertitel in drei verschiedenen Bootsklassen und erhielt zwei olympische Medaillen.

## Sportliche Karriere
Der 1,95 m große Wetzel begann 1996 mit dem Rudersport und gehörte ab 1997 dem Ruderteam der University of California, Berkeley an. 1998 trat er im kanadischen Achter im Ruder-Weltcup an und belegte bei den Ruder-Weltmeisterschaften 1998 zusammen mit Morgan Crooks den siebten Platz im Zweier ohne Steuermann.
1999 war Wetzel Mitglied des US-Nationalteams und gewann im Vierer mit Steuermann den Titel bei den Weltmeisterschaften in St. Catharines. Bei den Olympischen Spielen 2000 in Sydney belegte er mit dem US-Doppelvierer den siebten Platz.
Ab 2003 startete Wetzel, der in den Jahren dazwischen auch wegen einer Verletzung pausiert hatte, wieder für das Land, in dem er geboren ist. Mit dem kanadischen Vierer ohne Steuermann in der Besetzung Cameron Baerg, Thomas Herschmiller, Jake Wetzel und Barney Williams gewann er den Titel bei den Weltmeisterschaften 2003 in Mailand vor den Briten. In der gleichen Besetzung erkämpfte der kanadische Vierer bei den Olympischen Spielen 2004 in Athen die Silbermedaille hinter den Briten. 
Nach zwei Jahren Pause kehrte Wetzel 2007 zurück auf die Regattastrecken und gewann mit dem kanadischen Achter die Goldmedaille bei den Weltmeisterschaften in München. In seinem letzten Rennen siegte Wetzel mit dem kanadischen Achter bei der Olympischen Regatta 2008 in Peking.